# Alden McWilliams
Alden "Al" McWilliams (1916-1993), amerikansk serietecknare i den realistiska skolan.
McWilliams började sin tecknarkarriär som illustratör till pulptidningar, men gick över till serier 1935 och blev en av de tidigaste serietecknarna att arbeta med serietidningsformen (i motsats till dagspresserier). Framför allt tecknade han science fictionserier, krigsserier och spionserier.
Under 1950-talet gick McWilliams alltmer över till dagsspressen (men lämnade inte serietidningarna helt). Som dagsstrippar tecknade han bland annat science fiction-historien "Twin Earths" och äventyrsserien "Davy Jones". 1968 skapade han med manusförfattaren Allan Saunders deckarserien "Toppreportrarna". På senare år arbetade han bland annat med dagspressversionen av "Star Trek" och serietidningsversionen av "Buck Rogers".